# The Falls (1980)
The Falls is een Britse sciencefictionfilm uit 1980 onder regie van Peter Greenaway. De productie is opgebouwd als een mockumentary met korte 92 delen.

## Verhaal
Een geheimzinnig verschijnsel teistert de wereld en kost veel mensen het leven. De overlevende slachtoffers vertonen symptomen als mutaties, het stoppen met verouderen en kennis van nieuwe talen. Veel mensen denken dat vogels ervoor verantwoordelijk zijn. De levens van geïnfecteerden wier achternamen beginnen met de letters FALL worden in 92 delen geschetst.

## Acteurs
- Peter Westley
- Aad Wirtz
- Michael Murray
- Lorna Poulter
- Patricia Carr
- Adam Leys
- Mary Howard
- Sheila Canfield
- Evelyn Owen
- Hilary Thompson
- Carole Meyer
- Monica Hyde
- Colleen Thomas
- Neil Hopkins
- Dewi Thomas